# Madawaska
Pour les articles homonymes, voir Madawaska (homonymie).

Le Madawaska, souvent appelé Haut-Saint-Jean ou parfois Madaouaska, ou encore l'Acadie des terres et forêts, est une région du Nord-Est de l’Amérique du Nord. Elle comprend le Nord du comté d'Aroostook dans l’État américain du Maine ainsi que le comté de Madawaska et le Nord du comté de Victoria dans la province canadienne du Nouveau-Brunswick. L'auteur Rino Morin-Rossignol a proposé, de façon plutôt humoristique, que le gentilé pour les habitants de cette région prenne le nom de « Acadien(ne) géo-sylvestre » en raison des influences acadiennes sur cette contrée.

Le Madawaska

## Géographie

### Situation et limites

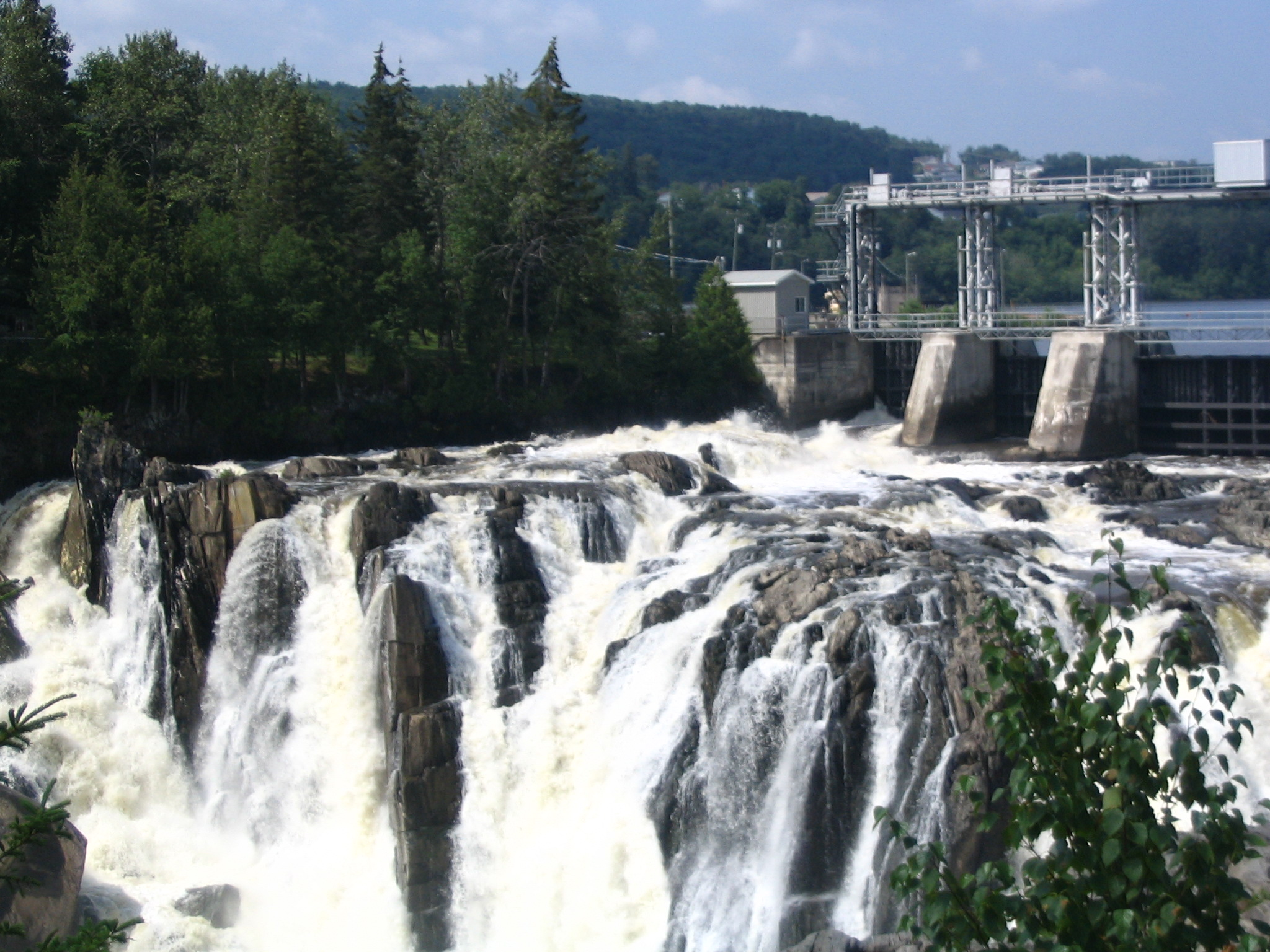
Le Madawaska s’étend en amont de Grand-Sault et de ses chutes.

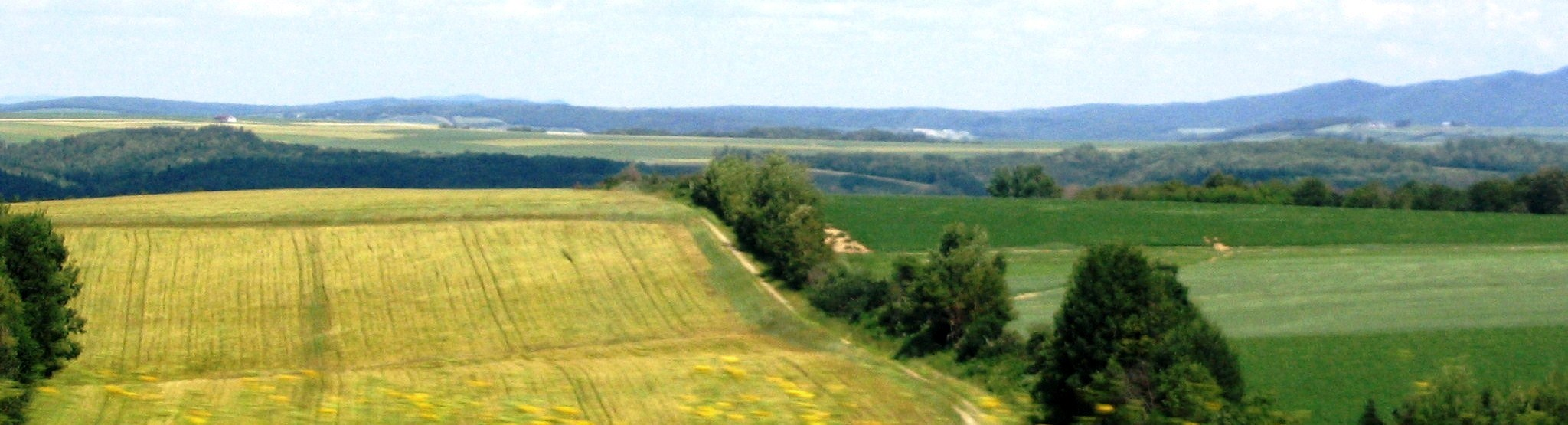
Paysage des environs de Grand-Sault.

Le Madawaska est également réparti entre l'État américain du Maine et la province canadienne du Nouveau-Brunswick. Il occupe la haute vallée du fleuve Saint-Jean en amont des chutes de Grand-Sault jusqu’aux Sept Îles sur une longueur d'environ 240 km et une largeur variant de 65 km à 130 km, soit une superficie de 23 000 km2 . Avant la séparation du territoire entre le Canada et les États-Unis, survenue en 1842, le Madawaska s’étendait de la vallée de l’Aroostook au lac Témiscouata, soit une superficie d’environ 31 000 km2 . La région forme grossièrement un croissant, comprenant le nord du comté d'Aroostook sur la rive sud du fleuve et le comté de Madawaska sur la rive nord. Une portion du comté de Victoria, qui occupe les deux rives du fleuve, est aussi comprise dans le Madawaska. Le Madawaska est bordé au nord-ouest par la région québécoise du Témiscouata, au sud-est par la basse vallée du fleuve Saint-Jean et sur les autres côtés par les Appalaches.
La principale ville est Edmundston. Les autres villes importantes sont Fort Kent, Grand-Sault, Madawaska, Saint-Léonard et Van Buren.
Voici la liste complète des municipalités comprises dans le Madawaska:
- Nouveau-Brunswick:
  - Comté de Madawaska: Baker Brook, Paroisse de Baker Brook, Clair, Paroisse de Clair, Lac-Baker, Paroisse de Lac-Baker, Edmundston, Paroisse de Madawaska, Notre-Dame-de-Lourdes, Rivière-Verte, Paroisse de Rivière-Verte, Saint-André, Sainte-Anne-de-Madawaska, Paroisse de Sainte-Anne, Saint-Basile, Saint-Basile 10, Saint-François-de-Madawaska, Paroisse de Saint-François, Saint-Hilaire, Paroisse de Saint-Hilaire, Paroisse de Saint-Jacques, Saint-Joseph, Saint-Léonard, Paroisse de Saint-Léonard, Siegas.
  - Comté de Victoria: Denmark, Drummond, Paroisse de Drummond, Grand-Sault.
- Maine:
  - Comté d’Aroostook: Fort Kent, Frenchville, Grand Isle, Hamlin, Madawaska, Sainte-Agathe, Saint-François, Van Buren.

### Climat
Le climat du Madawaska est caractérisé par des étés courts et frais et par des hivers longs et froids.

## Économie
Le principal moteur économique du Madawaska est l'exploitation forestière.

## Transport

### Réseau routier

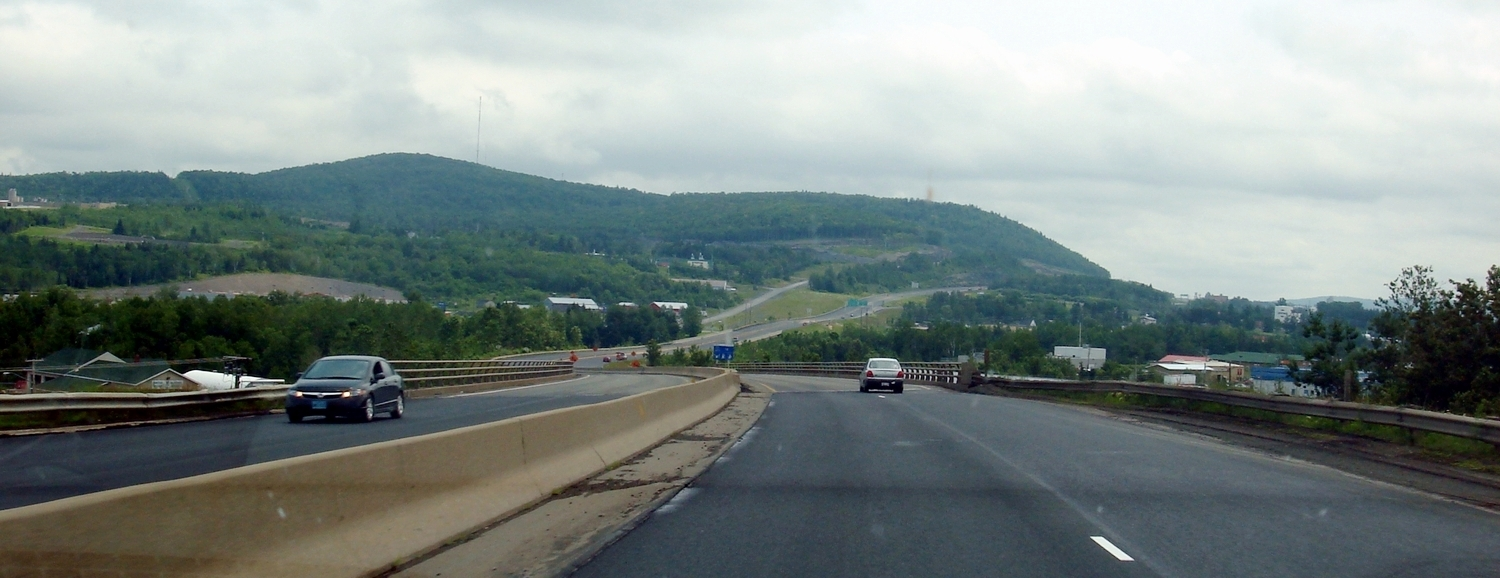
La route 2.

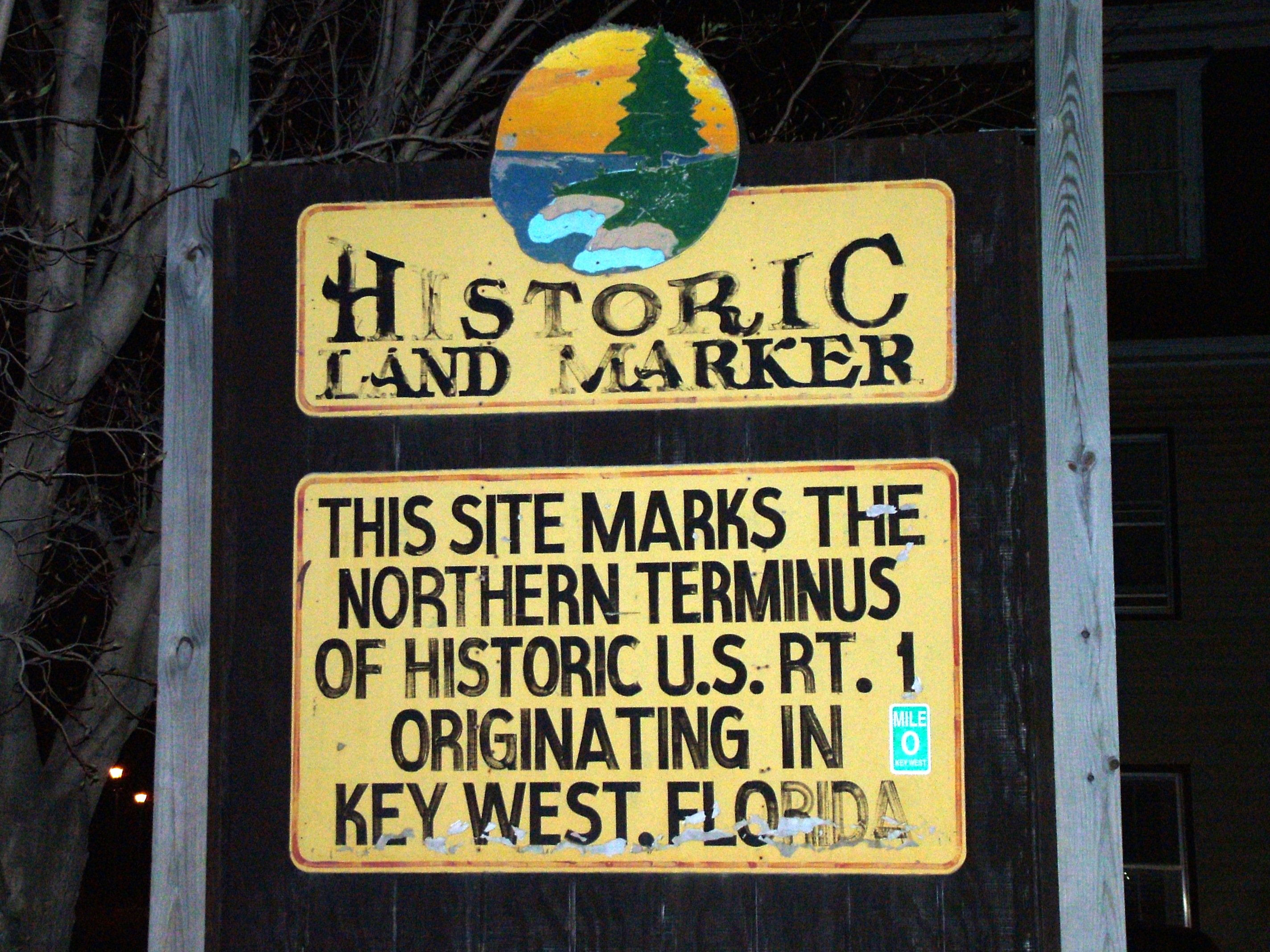
Terminus de la route 1 à Fort Kent.

La route 2, faisant partie de la route transcanadienne, dessert la plupart des communautés de la rive nord. Les autres villes sont aisément accessibles à partir de celle-ci via la route 120. La route 17 relie Van Buren et Saint-Léonard à Campbellton. Sur la rive sud, la route 1 relie toutes les villes à Bangor et Portland via l'Interstate 95. La route 11 relie Fort Kent par une région moins habitée à l'ouest.
Le pont Clair-Fort Kent, le pont international Edmundston-Madawaska, le pont Saint-Léonard–Van Buren et les ponts de Grand-Sault permettent de franchir le fleuve.

### Réseau ferroviaire
La ligne principale du Canadien National reliant Rivière-du-Loup à Moncton passe par le Madawaska. Plus précisément, elle passe par Lac-Baker, Edmundston et Grand-Sault, du côté canadien. À partir de Grand-Sault, le chemin de fer Van Buren Bridge & Construction Company dessert Saint-Léonard, traverse le fleuve et se rend à Van Buren. Ces deux lignes sont uniquement utilisées pour le transport de marchandises. Par contre, la réouverture du train de passagers Moncton-Edmundston est projetée.

### Transport fluvial
Le fleuve Saint-Jean n'est plus utilisé pour le transport commercial depuis la construction du barrage de Mactaquac. Il y a par contre des ports de plaisances dans plusieurs villes.

### Transport aérien
Saint-Léonard possède un aéroport régional, l'aéroport de Saint-Léonard, avec des vols vers Fredericton. Le Madawaska américain ne possède pas d'aéroport commerciaux, il faut se rendre à l'aéroport de Presque Isle.

## Culture

### Identité culturelle

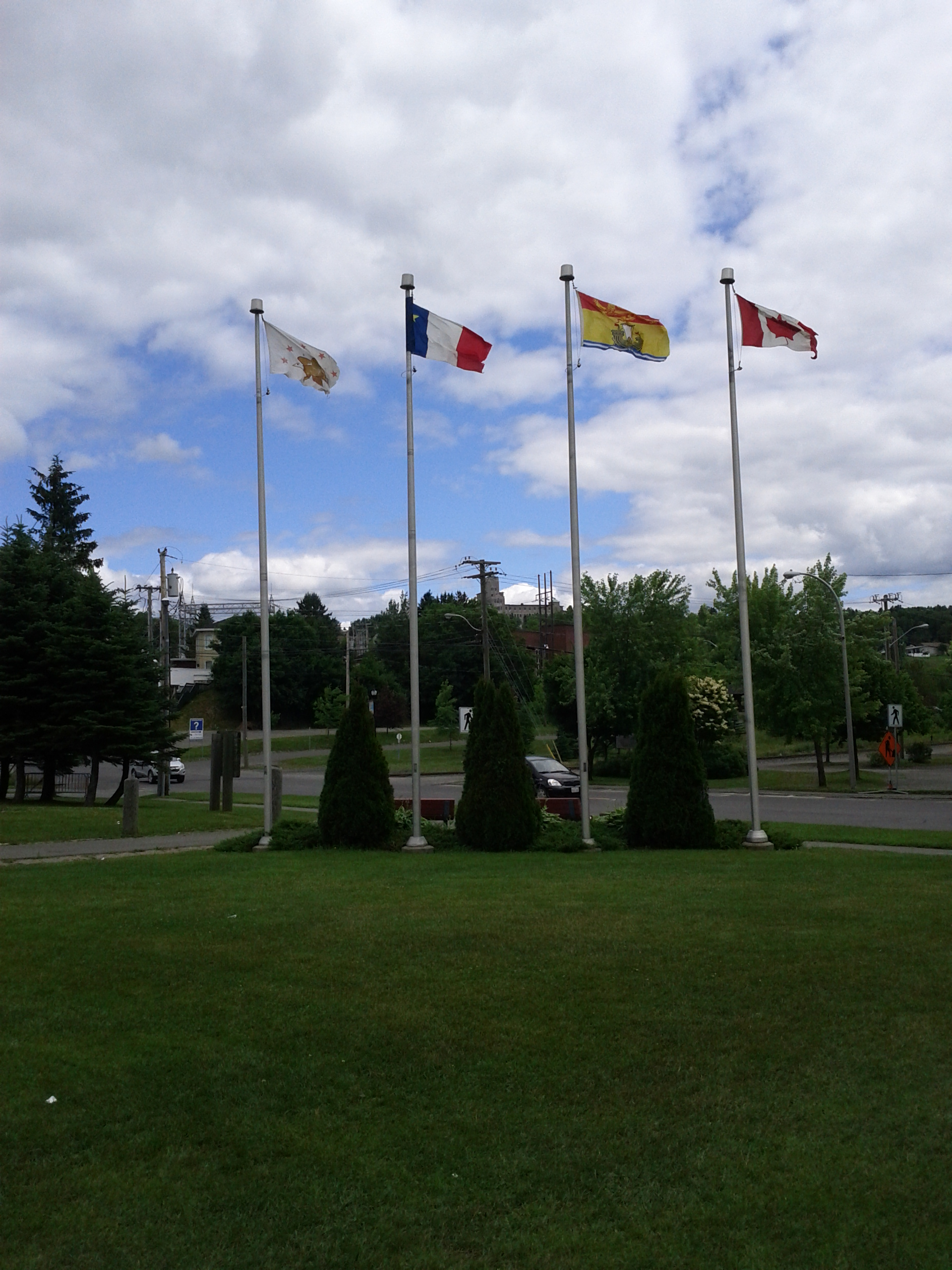
Le drapeau de la république du Madawaska, à gauche sur la photo

La majorité des habitants du Madawaska sont francophones. Ils se font généralement appeler Brayons au Canada et Acadiens du Maine aux États-Unis. C’est en 1785 que le Madawaska voit s’installer sa première colonie de populations d’origine européenne : des Acadiens accompagnés de quelques Canadiens. Ils seront rapidement rejoints par d’autres Canadiens du bas Saint-Laurent. L’appellation Brayons a été popularisée par la création de la foire brayonne en 1978. Étant surtout associée aux citadins d’Edmundston, elle ne fait pas l’unanimité dans les autres municipalités du comté de Madawaska.
Aux États-Unis, la population possède un fort sentiment identitaire. La plupart s'identifient comme Français mais de plus en plus comme Acadiens depuis les années 1970 et certains s'identifient aussi comme franco-américains mais ce terme est inapproprié. La perception de l'identité varie par contre d'un habitant à l'autre et dépend du lieu de naissance, du fait que la personne a souffert de discrimination ou non, de la généalogie, du contexte de la conversation et de la langue dans laquelle elle a lieu. Bien que plusieurs liens aient été identifiés entre la culture locale et celle des Cadiens de la Louisiane, les Acadiens du Maine s'identifient plus aux Canadiens français ou aux Acadiens. De plus, même s'ils ont de nombreux liens sociaux et d'affaire avec le Canada, les habitants du Maine se considèrent surtout Américains et font une différence entre leur identité d'Acadiens du Maine et la signification politique d'être francophone au Canada.
Les Acadiens du Maine font peu état de leur liens avec les Malécites, bien qu'ils considèrent qu'ils ont toujours eu des liens amicaux avec eux. Des études prouvent par contre de nombreuses influences malécites dans la toponymie, le folklore, la cuisine et l'artisanat.
Malgré certaines différences culturelles et une frontière internationale, les deux côtés du Madawaska ont des liens important. Par exemple, Van Buren et Saint-Léonard partagent un festival et le même drapeau depuis 1989.
Aux États-Unis, les Scots d'Ulster, les Anglais, les Américains anglophones et les Suédois sont collectivement appelés les « Anglais ». La culture des Anglais est considérée incompatible par certains, surtout chez les plus âgés, et les liens avec ces derniers sont déconseillés. Cette situation est due à la longue domination économique et politique des Anglais sur les Français et à la discrimination dont souffrent les francophones dans le reste du pays.

### Langues

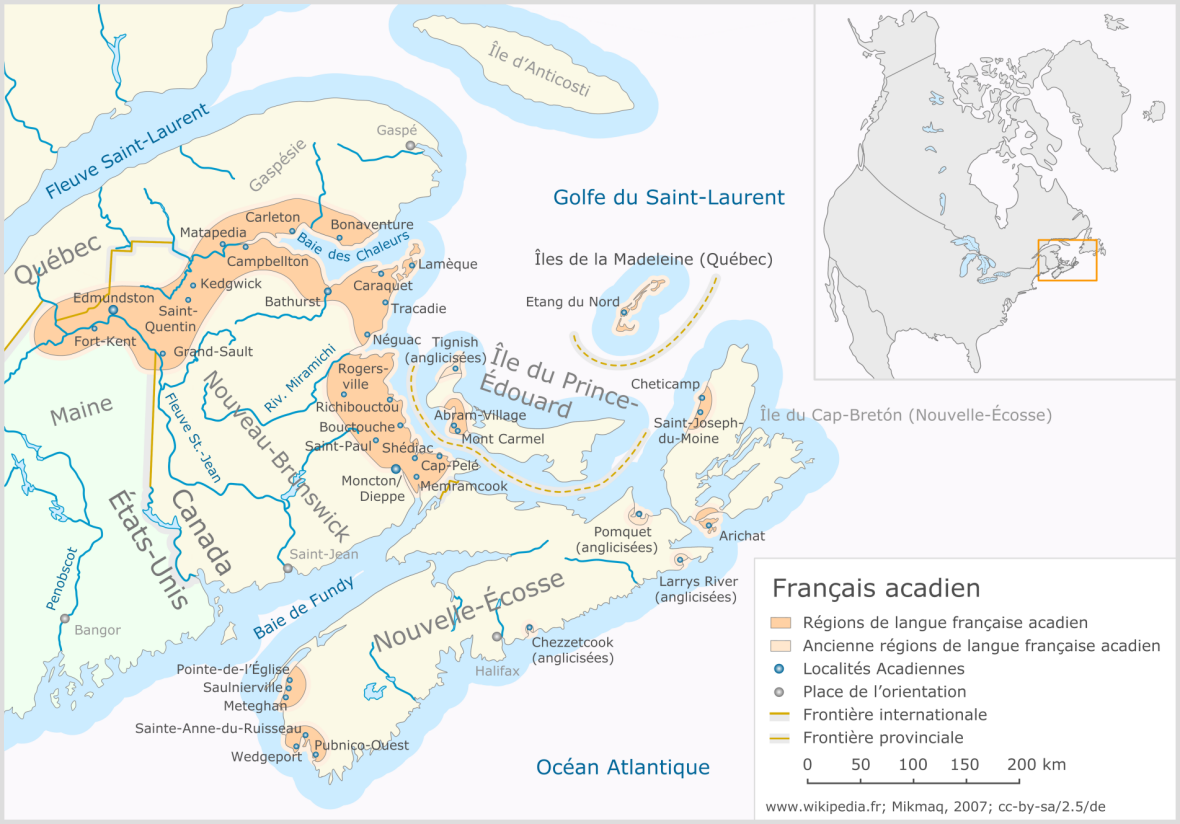
Le français acadien.

La seule étude exhaustive du « français de la Vallée » a été effectuée par Geneviève Massignon en 1946 et publiée en 1962. Elle conclut que contrairement aux communautés « purement acadiennes » des Provinces maritimes, le Madawaska possède une langue plus « canadianisée » due à la proximité du Québec. Elle y nota un mélange de vocabulaire et de phonétique acadien et canadien français mais une morphologie typiquement canadienne-française. Les avis sur le caractère unique du français du Madawaska divergent. Les mots d'origine maritime, dont certains seraient communs aux régions francophones du Canada, y seraient fréquents, alors que des mots liés aux patates seraient uniques. Selon Yves Cormier, de l'Université Sainte-Anne, la langue conserve certains éléments du vieux français utilisés nulle part ailleurs. Selon Ronald Labelle, du Centre d'études acadiennes, le seul caractère distinctif du français du Madawaska est son accent et que, bien qu'on y retrouve des mots acadiens, il ne diffère pas du français québécois
Du côté américain, le Madawaska est la région du Maine où la langue française est la plus utilisée. La langue peut être entendue dans la vie quotidienne de toutes les communautés et certains villages ont même des messes célébrées en français. L'usage du français décline au Madawaska américain chez les personnes âgées de moins de 30 ans et la proportion d'enfants d'âge scolaire ayant le français pour langue maternelle a baissé de 18 % entre 1987 et 1991. La plupart des habitants de la région comprennent toujours la langue mais certains ne sont pas capables de s'exprimer. En 1970, la proportion de francophones s'élevait à 85,9 % à Fort Kent et à 96,5 % à Sainte-Agathe. En 1990, cette proportion était de 88 % à Fort Kent, Madawaska et Van Buren. L'usage du français décline graduellement à l'ouest de Fort Kent et à l'est de Van Buren mais diminue brusquement au sud de cette dernière. Le français est utilisé couramment avec l'anglais dans une conversation.
L'éducation se faisait à l'origine en français dans les écoles tenues par les communautés religieuses. Avec l'instauration de l'école publique obligatoire, son enseignement a été banni des années 1910 aux années 1960, sauf comme « langue étrangère » et son usage en classe était puni. Les programmes scolaires bilingues ont commencé dans les années 1970. En 1991, 40 % des enfants savaient s'exprimer dans les deux langues mais cette proportion montait à 55 % à Fort Kent.
Bien que l'anglais soit compris par la majorité de la population, les unilingues anglophones sont désavantagés au Madawaska, à l'embauche comme dans la vie quotidienne. Leur langue inclut des influences françaises dans le vocabulaire et la syntaxe.
Pas d'information sur les langues amérindiennes du Madawaska.

### Architecture

#### Architecture domestique
Dès la colonisation en 1785, les habitants du Madawaska construisent des maisons semblables à ce qui se fait alors dans les autres régions acadiennes, c'est-à-dire des maisons de petite dimension, comptant une seule pièce et pas plus de deux fenêtres, faites pièces sur pièces (localement appelé pièces) avec des troncs équarris et chauffées d'une seule cheminée faite de pierres liées d'un genre de mortier à base d'argile. Trois méthodes sont utilisées pour attacher les pièces de bois. La plus populaire est la technique dite en coulisse, autrement dit au moyen de tenons et de mortaises, la seconde est en tête de chien, ou demi queue d'aronde. La troisième technique, dite « empilé et goupillé », consiste à scier les troncs aux coins de la maison et de les empiler alternativement l'un par-dessus l'autre, de percer deux trous verticaux dans les troncs et de les attacher ensemble avec de longues goupilles de bois. Seulement quelques maisons connues sont construites de cette façon. Dès leur arrivée, les colons adoptent des techniques de construction malécites, en particulier l'usage de l'écorce de bouleau pour l'isolation, et ce autant pour les maisons que pour les églises ou les scieries. Par contre, dès que leur établissement devient plus important, les Acadiens cessent de recouvrir leurs édifices de bouleau et l'influence des Malécites dans l'architecture disparaît vers 1800.
La situation économique du Madawaska étant très bonne au début du XIXe siècle, la construction des maisons s'améliore. En 1815, l'arpenteur J. Bouchette note en effet que la plupart des maisons sont bien construites et en 1831, les recenseurs américains J.G. Deane et E. Kavanagh notent que certaines maisons comptent jusqu'à deux pièces mais rarement plus, que la plupart sont lambrissées et certaines peintes. Les maisons sont construites au bord du fleuve Saint-Jean jusqu'au milieu du XIXe siècle, où certaines sont déplacées plus en hauteur, au bord de la route. Les propriétaires en profitent alors pour agrandir leur maison ou pour leur ajouter un étage ou deux, le tout en utilisant les techniques de construction originales. Au milieu du siècle, les maisons ont typiquement un plan georgien, soit avec deux pièces de profondeur, un couloir central, une cheminée centrale, de un à un étage et demi, rarement deux, et un toit à pignon simple. L'extérieur ressemble aux grandes maisons de la Nouvelle-Angleterre avec les arêtes peintes en blanc ainsi que des pilastres et des corniches de style néo-grec. Les plafonds sont souvent à caissons et les moulures intérieures rappellent souvent le style extérieur de la maison. Les familles les plus aisées recouvrent souvent leurs maisons de planches debout à l'extérieur et parfois aussi à l'intérieur, permettant une meilleure isolation.
Bien que le Madawaska soit éloigné de la mer, certains éléments maritimes peuvent être discernés dans son architecture. Les coudes sont des pièces de bois installées dans le grenier pour en solidifier la structure. Certaines maisons avaient aussi des échelles de bateaux au lieu d'escaliers

### Cuisine
La cuisine du Madawaska a des influences acadiennes et québécoises mais possède aussi des traits uniques.
La patate (pomme de terre) est l'aliment de base. Plusieurs plantes sauvages sont traditionnellement cueillies. Au début du printemps, les pissenlits et la poulette grasse sont mangés comme des légumes ou utilisés dans la soupe. Les têtes de violon, que les habitants appellent "fougères", populaires dans tout le Maine et le Nouveau-Brunswick, sont aussi cueillies dans cette saison. Un outil local composé d'un cylindre grillagé rotatif sert à les nettoyer et les préparer. Les framboises, les fraises, les bleuets et les groseilles sont aussi cueillis. Le vin et la tisane sont faits entre autres avec les fruits et les feuilles de la cerise sauvage, du sureau ou du populage des marais. L'eau d'érable est recueillie à la fin de l'hiver pour en faire du sirop d'érable, du sucre d'érable ou de la tire.
Contrairement aux autres régions francophones, les crêpes de sarrasin sont toujours très populaires et sont en fait un important élément de la culture. Elles sont préparées avec une farine plus fine que celle utilisée au Québec et sont communément appelée ployes. La texture, l'épaisseur et la couleur de la ploye dépend de la région. Un plat québécois populaire est le pâté chinois, fait de bœuf haché, de maïs et de pommes de terre pilées empilés dans cet ordre. Le ragoût de poulet est aussi à la mode. Les poutines sont des plats importants dans la cuisine acadienne mais seules celles à base de farine sont connues au Madawaska, on ne retrouve donc pas de poutine râpée, à base de patates.
Les boucheries des cochons d'automne et du début d'hiver ne sont pas des événements sociaux aussi importants qu'avant. Par contre, plusieurs spécialités sont toujours consommées, comme les cretons et le boudin. Le boudin du Madawaska s'apparente au boudin des Créoles louisianais mais diffère du boudin rouge de Louisiane, qui contient souvent du riz. Les gartons sont des croustilles de porc.
Le pain et les desserts sont semblables à ce qui se fait ailleurs en Amérique du Nord. Les croccignoles sont une pâtisserie torsadée frite dans l'huile. Les beignets sont cuits dans le sirop d'érable et non frits dans l'huile comme on le fait dans d'autres régions.

### Traditions, folklore et événements
La première étude sur le folklore du Madawaska a été faite à Fort Kent en 1930 et plusieurs ont été faites depuis. Le folklore local tirerait ses racines du folklore français et aurait été emporté par les Acadiens et les Canadiens français au XVIIe siècle et au début du XVIIIe siècle. D'autres traditions sont par contre communes à celles des Anglais de la Nouvelle-Angleterre.
Plusieurs légendes communes à d'autres régions francophones sont les lutins, les feux follets, les loups-garous et le Bonhomme sept-heures. La tradition orale du Madawaska possède un grand nombre de virelangues, de proverbes, de métaphores, de devinettes et de comptines. Les présages sont fréquents et les oiseaux y tiennent une place importante. Les cycles de la Lune persistent dans les superstitions locales. Ils affecteraient les naissances, les récoltes, la coupe des arbres et de nombreux autres aspects de la vie quotidienne. Le Madawaska possède aussi de nombreuses histoires, faisant souvent référence à la frontière internationale et à la contrebande d'alcool. Dans la plupart de ces histoires, la ruse du contrebandier est mise en valeur alors que dans certains cas, c'est sa naïveté face au douanier. Le personnage de Papineau est l'objet de centaines de légendes. Il serait un mendiant se promenant depuis des années dans la vallée, qui pourrait manger les gens et jeter des sorts à quiconque ne voudrait pas le loger et le nourrir. Le thème du dur labeur et du sacrifice associé à la fondation du Madawaska reste présent dans la tradition. L'une de ces légendes est celle de Tante Blanche. Lors d'une famine ayant eu lieu en 1797, Marguerite-Blanche Thibodeau, la plus vieille habitante du village de Violette Brook, aurait utilisé ses raquettes pour chercher des vêtements et des provisions. Elle aurait ainsi sauvé de nombreuses vies. Avec le temps, elle a fait l'objet de vénération et on lui a attribué des pouvoirs de guérison, de trouver les objets perdus et de réconcilier les ennemis. Une autre femme reconnue pour sa dévotion est Henriette Pelletier (1861-1951), surnommée Tante Henriette ou Capuche. Femme-sage née au Québec, elle passa le reste de sa vie à Fort Kent, où elle donna naissance à plus de 500 enfants. Elle s'occupait aussi des nouvelles mères et de leurs enfants, donnait des herbes médicinales aux malades et n'hésitait pas à marcher de longues distances.
L'un des principaux événements est la foire brayonne.

## Le Madawaska dans la culture
Le Madawaska fait l'objet d'un poème dans le recueil de poésie La terre tressée, de Claude Le Bouthillier.
L'artiste multidisciplinaire Sébastien Bérubé consacre au Madawaska une grande partie de ses deux premiers recueils Sous la boucane du moulin et Là où les chemins de terre finissent, en plus d'intituler son deuxième album Madouesca.,
Jean Pedneault, journaliste au journal Le Madawaska se réfère à un livre publié par Pierre Bérubé (de Cabano), et qui dans un extrait de chapitre, explique un parallèle entre les régions du Témiscouata et de Madawaska, qui subissent la délimitation "d'une super frontière" (provinciale), qui provoque et influence d'une façon importance la destiné de ce qui est en réalité une unité territoriale naturelle,.